# Clerodendrum subpeltatum
Clerodendrum subpeltatum là một loài thực vật có hoa trong họ Hoa môi. Loài này được Wernham mô tả khoa học đầu tiên năm 1916.